# Bellavite
Bellavite, famiglia di orafi e argentieri veronesi, attivi dal XVII al XIX secolo.

## Esponenti illustri

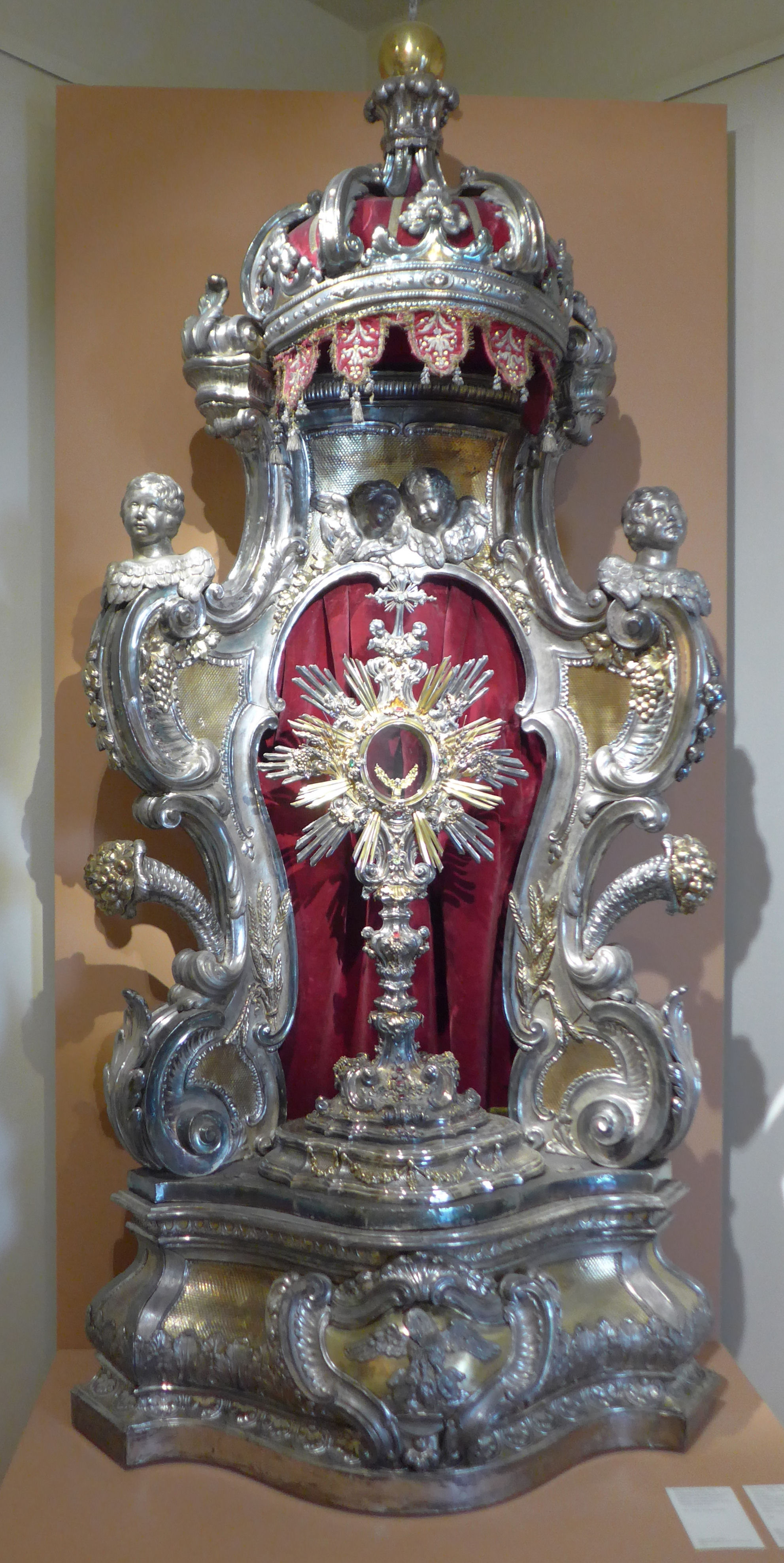
Giovanni Bellavite, Trono per esposizione eucaristica, 1781, MAST Castel Goffredo

- Nicolò Bellavite "il Vecchio" (1617-1692), il primo a dedicarsi a questa attività, era registrato tra gli artisti di Santa Maria Antica
- Egidio Bellavite "il Vecchio" (1638-1709), fu anche console della Casa dei Mercanti di Verona
- Domenico Bellavite "il Vecchio" (1648-1694)
- Giovanni Bellavite "il Vecchio" (1679-1771), orafo e specializzato in lavori d'argento per ordini religiosi, attivo nel quartiere di San Tomio
- Egidio Bellavite "il Giovane" (1689-1768)
- Girolamo Bellavite (1710-1806), attivo anche a Mantova e a Venezia
- Innocente Bellavite "il Giovane" (1727-1789)
- Nicolò Bellavite "il Giovane" (1731-1766)
- Domenico Bellavite "il Giovane" (1744-1782)
- Giovanni Bellavite "il Giovane" (1739-1821), attivo a Mantova dal 1768
- Alessandro Bellavite (1769-1806)